# Polnischer Volksaufstand im Juni 1976

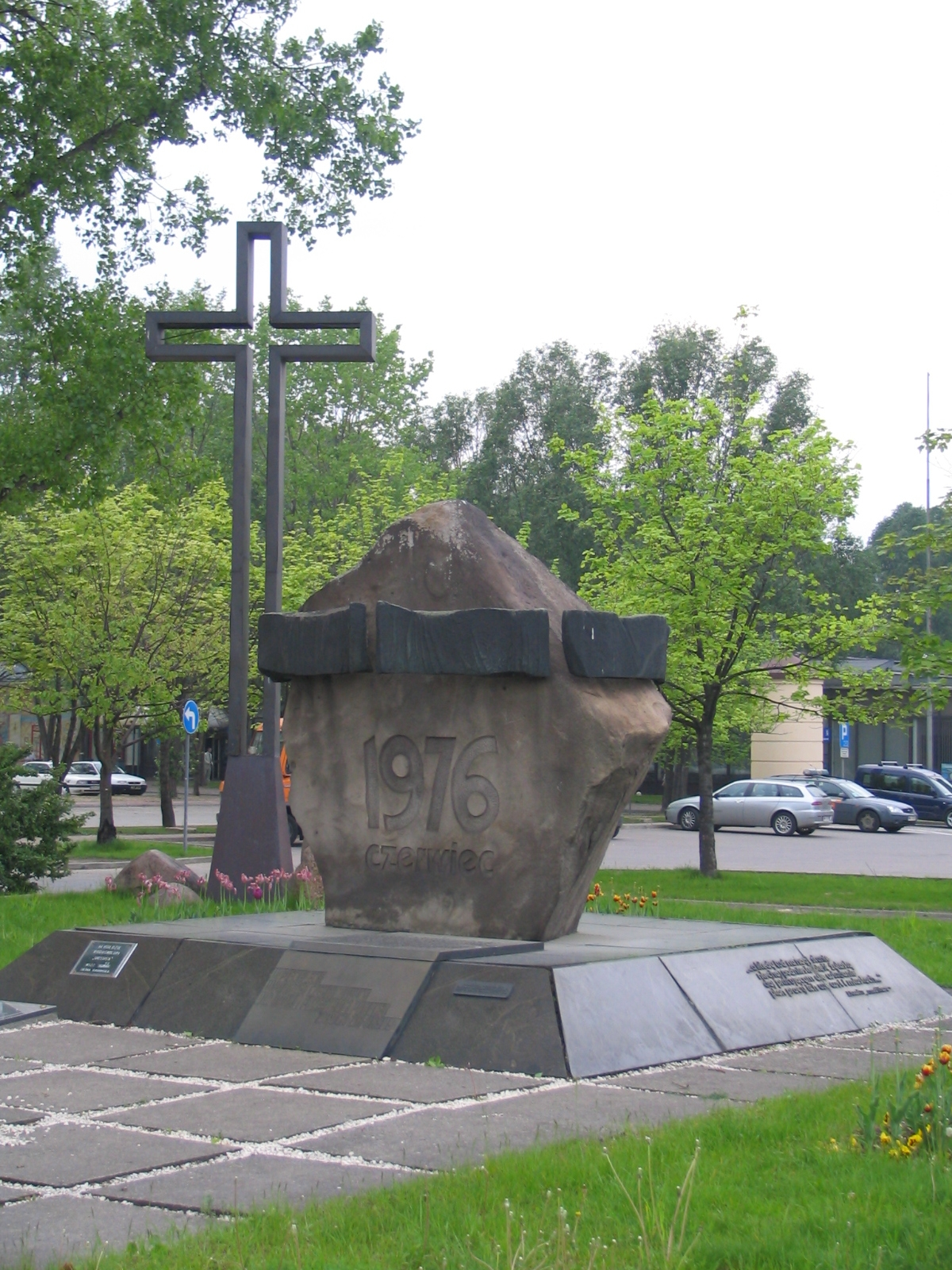
Erinnerungsdenkmal in Ursus

Der landesweite Volksaufstand im Juni 1976 (polnisch Czerwiec 1976) hatte seinen Schwerpunkt in den drei polnischen Städten Płock, Radom und Ursus, einem Stadtteil von Warschau. Insgesamt befanden sich 80.000 Werktätige aus 112 Betrieben im Ausstand, der teilweise von den Ordnungskräften mit brutaler Härte niedergekämpft wurde. Mit der anschließenden Gründung des Komitet Obrony Robotników (KOR) war er ein wichtiger Schritt im Kampf gegen das Sowjetsystem in Polen.

## Verlauf

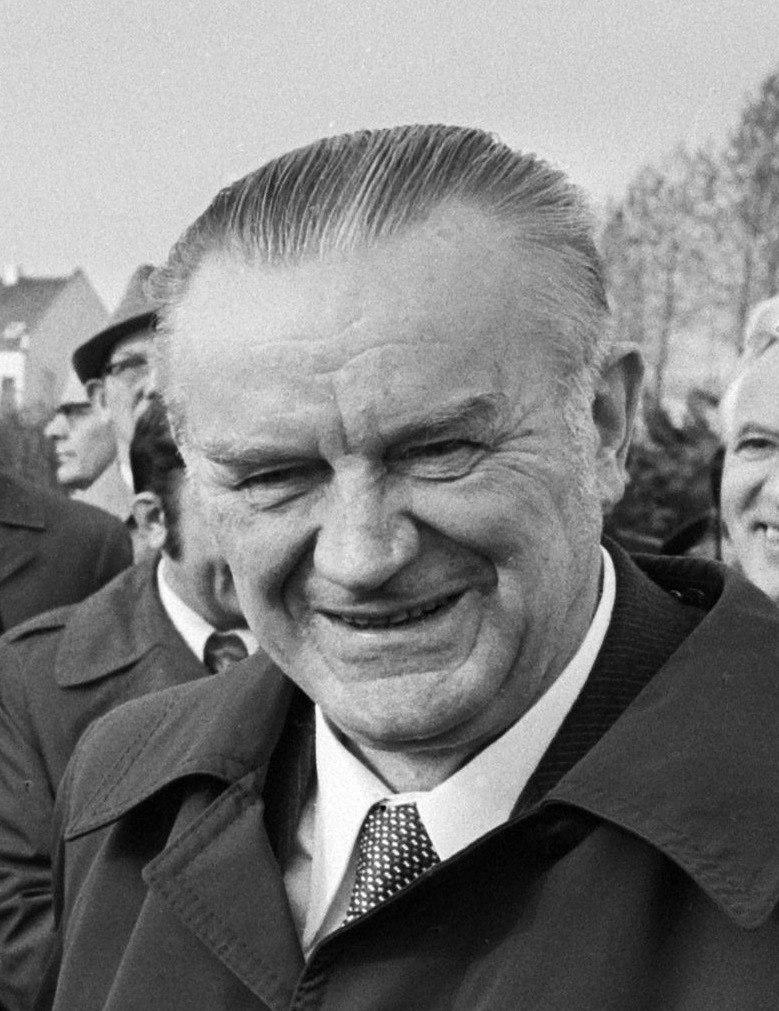
Piotr Jaroszewicz (1977), Ministerpräsident 1970–1980

Anlass zu den Protesten im Juni 1976 war eine Regierungsvorlage, die Ministerpräsident Jaroszewicz am 24. Juni 1976 im polnischen Parlament eingebracht hatte. Innerhalb von vier Tagen sollten die Preise wichtiger Lebensmittel im Einzelhandel und der Gastronomie um 30 bis 100 Prozent erhöht werden: Fleisch und Fleischerzeugnisse um 69 Prozent, Fisch und Geflügel um 30 Prozent, Butter und verschiedene Käsesorten um 50 Prozent sowie Zucker um 100 Prozent. Ein Fehler der Regierung war es, diese Erhöhungen nicht auf Partei- und Betriebsebene mit den Werktätigen abzustimmen.
Bereits am 25. Juni, Kenéz nennt es einen schwarzen Freitag in der Geschichte Polens, kam es landesweit zu Streiks und Protesten, die meist friedlich verliefen. In Radom, Ursus und Płock jedoch eskalierte die Situation.

## Chronik der Ereignisse in Polen
- Posener Juni-Aufstand – Czerwiec 1956
- Polnischer Oktober – Październik 1956
- März-Unruhen – Marzec 1968
- Dezember-Aufstand – Grudzień 1970
- Volksaufstand im Juni 1976 – Czerwiec 1976
  - Gründung des Komitet Obrony Robotników (KOR) 1976
  - Gründung des Komitet Samoobrony Społecznej „KOR“ (KSS „KOR“) im September 1977
- Lubliner Juli 1980 – Lubelski Lipiec 1980 (Streiks in Świdnik und Lublin)
- Polnischer August – Sierpień 1980
  - Gründung der Gewerkschaft NSZZ „Solidarność“
- Kriegsrecht in Polen 1981–1983
- Runder Tisch (bis April 1989)
- Ende der Volksrepublik Polen, Übergang zur
- Dritten Polnischen Republik nach den ersten freien Wahlen im Ostblock am 4. Juni 1989